# National Hockey League 1991-1992
La stagione 1991-1992 è stata la 75ª edizione della National Hockey League. La stagione regolare iniziò il 3 ottobre 1991 per poi concludersi il 16 aprile 1992, mentre i playoff della Stanley Cup terminarono il 23 maggio 1992. I Philadelphia Flyers ospitarono l'NHL All-Star Game presso il Wachovia Spectrum il 18 gennaio 1992. La finale di Stanley Cup finì il 1º giugno con la vittoria dei Pittsburgh Penguins contro i Chicago Blackhawks per 4-0. Per i Penguins si trattò della seconda Stanley Cup consecutiva, mentre per i Blackhawks fu la prima finale disputata dal 1973.
In onore del settantacinquesimo anniversario della NHL su tutte le maglie fu inserito un logo commemorativo, mentre per alcuni incontri della stagione regolare le squadre Original Six scesero in pista indossando rivisitazioni delle loro divise storiche.
Questa fu la prima stagione per la franchigia dei San Jose Sharks, il primo expansion team della NHL dal 1979. L'arrivo degli Sharks coincise con il ritorno della National Hockey League nella San Francisco Bay Area dopo il trasferimento dei California Golden Seals nel 1976 a Cleveland. Inoltre fu l'ultimo anno in cui John Ziegler ricoprì l'incarico di presidente della NHL; l'anno successivo fu scelto ad-interim Gil Stein prima dell'arrivo del commissioner Gary Bettman.
Per la prima volta nella storia della lega vi fu uno sciopero indetto dai giocatori, iniziato il 1º aprile e durato per dieci giorni. Le trenta partite previste in quel periodo furono spostate dopo il 12 aprile e a causa dei rinvii per la prima volta la stagione si concluse nel mese di giugno.

## Squadre partecipanti
- Boston Bruins
- Buffalo Sabres
- Calgary Flames
- Chicago Blackhawks
- Detroit Red Wings
- Edmonton Oilers
- Hartford Whalers
- Los Angeles Kings
- Minnesota North Stars
- Montreal Canadiens
- New Jersey Devils

- New York Islanders
- New York Rangers
- Philadelphia Flyers
- Pittsburgh Penguins
- Quebec Nordiques
- San Jose Sharks
- St. Louis Blues
- Toronto Maple Leafs
- Vancouver Canucks
- Washington Capitals
- Winnipeg Jets

## Pre-season

### NHL Expansion Draft
L'Expansion Draft si tenne il 30 maggio 1991 in videoconferenza. Il draft ebbe luogo per permettere di completare il roster della nuova franchigia iscritte in NHL a partire dalla stagione 1991-1992, i San Jose Sharks. In aggiunta si svolse il Dispersal Draft per i giocatori dei Minnesota North Stars.

### NHL Entry Draft
L'Entry Draft si tenne il 22 giugno 1991 presso il Buffalo Memorial Auditorium di Buffalo, nello stato di New York. I Quebec Nordiques nominarono come prima scelta assoluta il centro canadese Eric Lindros. Altri giocatori rilevanti selezionati per giocare in NHL furono Scott Niedermayer, Peter Forsberg, Markus Näslund e Žigmund Pálffy.

### Canada Cup
La Canada Cup 1991 fu la quinta ed ultima edizione della Canada Cup, torneo per nazionali organizzato dalla NHL e da Hockey Canada. L'edizione si svolse fra il 31 agosto ed il 16 settembre 1991; per l'occasione furono invitate 8 nazionali americane ed europee, mentre le partite si svolsero in 8 diverse città nordamericane. Nella doppia finale si impose la nazionale del Canada sconfiggendo gli Stati Uniti per 4-1 e 4-2.

## Stagione regolare

### Classifiche
= Qualificata per i playoff,       = Primo posto nella Conference,       = Vincitore del Presidents' Trophy

#### Prince of Wales Conference
Adams Division
|    |                    | PG | V  | S  | N  | GF  | GS  | PT |
| -- | ------------------ | -- | -- | -- | -- | --- | --- | -- |
| 1. | Montreal Canadiens | 80 | 41 | 28 | 11 | 267 | 207 | 93 |
| 2. | Boston Bruins      | 80 | 36 | 32 | 12 | 270 | 275 | 84 |
| 3. | Buffalo Sabres     | 80 | 31 | 37 | 12 | 289 | 299 | 74 |
| 4. | Hartford Whalers   | 80 | 26 | 41 | 13 | 247 | 283 | 65 |
| 5. | Quebec Nordiques   | 80 | 20 | 48 | 12 | 255 | 318 | 52 |

Patrick Division
|    |                     | PG | V  | S  | N  | GF  | GS  | PT  |
| -- | ------------------- | -- | -- | -- | -- | --- | --- | --- |
| 1. | New York Rangers    | 80 | 50 | 25 | 5  | 321 | 246 | 105 |
| 2. | Washington Capitals | 80 | 45 | 27 | 8  | 330 | 257 | 98  |
| 3. | Pittsburgh Penguins | 80 | 39 | 32 | 9  | 342 | 308 | 87  |
| 4. | New Jersey Devils   | 80 | 38 | 31 | 11 | 289 | 259 | 87  |
| 5. | New York Islanders  | 80 | 34 | 35 | 11 | 291 | 299 | 79  |
| 6. | Philadelphia Flyers | 80 | 32 | 37 | 11 | 252 | 273 | 75  |

#### Clarence S. Campbell Conference
Norris Division
|    |                       | PG | V  | S  | N  | GF  | GS  | PT |
| -- | --------------------- | -- | -- | -- | -- | --- | --- | -- |
| 1. | Detroit Red Wings     | 80 | 43 | 25 | 12 | 320 | 256 | 98 |
| 2. | Chicago Blackhawks    | 80 | 36 | 29 | 15 | 257 | 236 | 87 |
| 3. | St. Louis Blues       | 80 | 36 | 33 | 11 | 279 | 266 | 83 |
| 4. | Minnesota North Stars | 80 | 32 | 42 | 6  | 246 | 278 | 70 |
| 5. | Toronto Maple Leafs   | 80 | 30 | 43 | 7  | 234 | 294 | 67 |

Smythe Division
|    |                   | PG | V  | S  | N  | GF  | GS  | PT |
| -- | ----------------- | -- | -- | -- | -- | --- | --- | -- |
| 1. | Vancouver Canucks | 80 | 42 | 26 | 12 | 285 | 250 | 95 |
| 2. | Los Angeles Kings | 80 | 35 | 31 | 14 | 287 | 250 | 84 |
| 3. | Edmonton Oilers   | 80 | 36 | 34 | 10 | 295 | 297 | 82 |
| 4. | Winnipeg Jets     | 80 | 33 | 32 | 15 | 251 | 244 | 81 |
| 5. | Calgary Flames    | 80 | 31 | 37 | 12 | 296 | 305 | 74 |
| 6. | San Jose Sharks   | 80 | 17 | 58 | 5  | 219 | 359 | 39 |

### Statistiche

#### Classifica marcatori
La seguente lista elenca i migliori marcatori al termine della stagione regolare.

| Giocatore      | Squadra                       | PG | G  | A  | Pt  | +/- | MP  |
| -------------- | ----------------------------- | -- | -- | -- | --- | --- | --- |
| Mario Lemieux  | Pittsburgh Penguins           | 64 | 44 | 87 | 131 | +27 | 94  |
| Kevin Stevens  | Pittsburgh Penguins           | 80 | 54 | 69 | 123 | +8  | 254 |
| Wayne Gretzky  | Los Angeles Kings             | 74 | 31 | 90 | 121 | -12 | 34  |
| Brett Hull     | St. Louis Blues               | 73 | 70 | 39 | 109 | -2  | 48  |
| Luc Robitaille | Los Angeles Kings             | 84 | 44 | 63 | 107 | -4  | 95  |
| Mark Messier   | New York Rangers              | 79 | 35 | 72 | 107 | +31 | 76  |
| Jeremy Roenick | Chicago Blackhawks            | 80 | 53 | 50 | 103 | +23 | 98  |
| Steve Yzerman  | Detroit Red Wings             | 79 | 45 | 58 | 103 | +26 | 64  |
| Brian Leetch   | New York Rangers              | 80 | 22 | 80 | 102 | +25 | 26  |
| Adam Oates     | St. Louis Blues Boston Bruins | 80 | 20 | 79 | 99  | -9  | 22  |

#### Classifica portieri
La seguente lista elenca i migliori portieri al termine della stagione regolare.

| Giocatore           | Squadra            | PG | Min     | V  | S  | P  | GS  | SO | Sv%  | MGS  |
| ------------------- | ------------------ | -- | ------- | -- | -- | -- | --- | -- | ---- | ---- |
| Patrick Roy         | Montreal Canadiens | 67 | 3934:34 | 36 | 22 | 8  | 155 | 5  | .914 | 2.36 |
| Ed Belfour          | Chicago Blackhawks | 52 | 2927:34 | 21 | 18 | 10 | 132 | 5  | .894 | 2.70 |
| Kirk McLean         | Vancouver Canucks  | 65 | 3852:12 | 38 | 17 | 9  | 176 | 5  | .901 | 2.74 |
| John Vanbiesbrouck  | New York Rangers   | 45 | 2525:47 | 27 | 13 | 3  | 120 | 2  | .910 | 2.85 |
| Bob Essensa         | Winnipeg Jets      | 47 | 2627:05 | 21 | 17 | 6  | 126 | 5  | .910 | 2.88 |
| Stéphane Beauregard | Winnipeg Jets      | 26 | 1266:41 | 6  | 8  | 6  | 61  | 2  | .900 | 2.89 |
| Curtis Joseph       | St. Louis Blues    | 60 | 3493:32 | 27 | 20 | 10 | 175 | 2  | .910 | 3.01 |
| Craig Billington    | New Jersey Devils  | 26 | 1363:07 | 13 | 7  | 1  | 69  | 2  | .892 | 3.04 |
| Mike Richter        | New York Rangers   | 41 | 2298:22 | 23 | 12 | 2  | 119 | 3  | .901 | 3.11 |
| Chris Terreri       | New Jersey Devils  | 54 | 3185:44 | 22 | 22 | 10 | 169 | 1  | .888 | 3.18 |

## Playoff

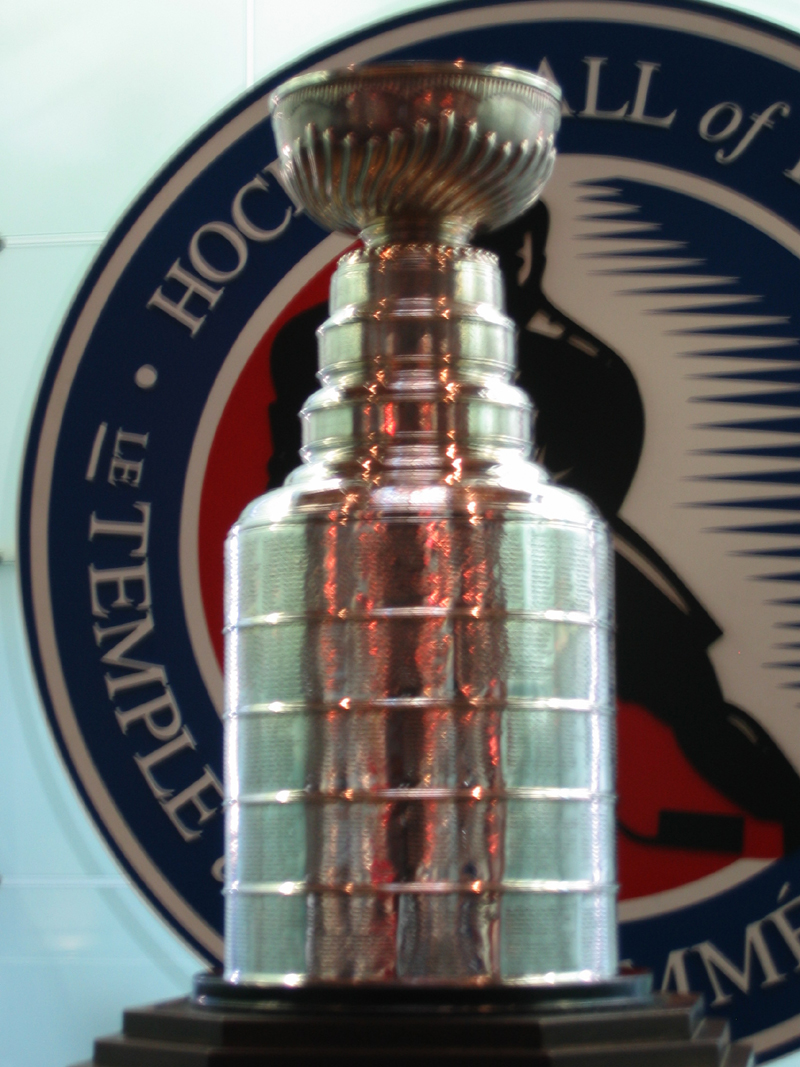
Il trofeo della Stanley Cup.

Al termine della stagione regolare le migliori 16 squadre del campionato si sono qualificate per i playoff. I New York Rangers si aggiudicarono il Presidents' Trophy avendo ottenuto il miglior record della lega con 105 punti.

### Tabellone playoff
Nel primo turno la squadra con il ranking più alto di ciascuna Division si sfida con quella dal posizionamento più basso seguendo lo schema 1-4 e 2-3, usufruendo anche del vantaggio del fattore campo. Il secondo turno determina la vincente divisionale, mentre il terzo vede affrontarsi le squadre vincenti delle Division della stessa Conference per accedere alla finale di Stanley Cup. Il fattore campo osservato nelle finali di conference e in finale di Stanley Cup fu determinato dai punti ottenuti in stagione regolare. Ciascuna serie, al meglio delle sette gare, seguì il formato 2-2-1-1-1: la squadra migliore in stagione regolare avrebbe disputato in casa Gara-1 e 2, (se necessario anche Gara-5 e 7), mentre quella posizionata peggio avrebbe giocato nel proprio palazzetto Gara-3 e 4 (se necessario anche Gara-6).
|  | Semifinali Division | Semifinali Division   | Semifinali Division |                     |    | Finali Division     | Finali Division | Finali Division |  |  | Finali Conference | Finali Conference | Finali Conference |  |  | Finale Stanley Cup | Finale Stanley Cup | Finale Stanley Cup |  |
|  |                     |                       |                     |                     |    |                     |                 |                 |  |  |                   |                   |                   |  |  |                    |                    |                    |  |
|  | A1                  | Montreal Canadiens    | 4                   |                     |    |                     |                 |                 |  |  |                   |                   |                   |  |  |                    |                    |                    |  |
|  | A1                  | Montreal Canadiens    | 4                   |                     |    |                     |                 |                 |  |  |                   |                   |                   |  |  |                    |                    |                    |  |
|  | A4                  | Hartford Whalers      | 3                   |                     |    |                     |                 |                 |  |  |                   |                   |                   |  |  |                    |                    |                    |  |
|  | A4                  | Hartford Whalers      | 3                   |                     | A1 | Montreal Canadiens  | 0               |                 |  |  |                   |                   |                   |  |  |                    |                    |                    |  |
|  |                     |                       |                     |                     | A1 | Montreal Canadiens  | 0               |                 |  |  |                   |                   |                   |  |  |                    |                    |                    |  |
|  |                     |                       | A2                  | Boston Bruins       | 4  |                     |                 |                 |  |  |                   |                   |                   |  |  |                    |                    |                    |  |
|  | A2                  | Boston Bruins         | A2                  | Boston Bruins       | 4  | 4                   |                 |                 |  |  |                   |                   |                   |  |  |                    |                    |                    |  |
|  | A2                  | Boston Bruins         |                     |                     |    |                     |                 |                 |  |  |                   |                   |                   |  |  |                    |                    |                    |  |
|  | A3                  | Buffalo Sabres        | 3                   |                     |    |                     |                 |                 |  |  |                   |                   |                   |  |  |                    |                    |                    |  |
|  | A3                  | Buffalo Sabres        | 3                   |                     | A2 | Boston Bruins       | 0               |                 |  |  |                   |                   |                   |  |  |                    |                    |                    |  |
|  |                     |                       |                     |                     |    |                     |                 |                 |  |  |                   |                   |                   |  |  |                    |                    |                    |  |
|  |                     |                       | P3                  | Pittsburgh Penguins | 4  |                     |                 |                 |  |  |                   |                   |                   |  |  |                    |                    |                    |  |
|  | P1                  | New York Rangers      | P3                  | Pittsburgh Penguins | 4  | 4                   |                 |                 |  |  |                   |                   |                   |  |  |                    |                    |                    |  |
|  | P1                  | New York Rangers      |                     |                     |    |                     |                 |                 |  |  |                   |                   |                   |  |  |                    |                    |                    |  |
|  | P4                  | New Jersey Devils     | 3                   |                     |    |                     |                 |                 |  |  |                   |                   |                   |  |  |                    |                    |                    |  |
|  | P4                  | New Jersey Devils     | 3                   |                     | P1 | New York Rangers    | 2               |                 |  |  |                   |                   |                   |  |  |                    |                    |                    |  |
|  |                     |                       |                     |                     | P1 | New York Rangers    | 2               |                 |  |  |                   |                   |                   |  |  |                    |                    |                    |  |
|  |                     |                       | P3                  | Pittsburgh Penguins | 4  |                     |                 |                 |  |  |                   |                   |                   |  |  |                    |                    |                    |  |
|  | P2                  | Washington Capitals   | P3                  | Pittsburgh Penguins | 4  | 2                   |                 |                 |  |  |                   |                   |                   |  |  |                    |                    |                    |  |
|  | P2                  | Washington Capitals   |                     |                     |    |                     |                 |                 |  |  |                   |                   |                   |  |  |                    |                    |                    |  |
|  | P3                  | Pittsburgh Penguins   | 4                   |                     |    |                     |                 |                 |  |  |                   |                   |                   |  |  |                    |                    |                    |  |
|  | P3                  | Pittsburgh Penguins   | 4                   |                     | P3 | Pittsburgh Penguins | 4               |                 |  |  |                   |                   |                   |  |  |                    |                    |                    |  |
|  |                     |                       |                     |                     |    |                     |                 |                 |  |  |                   |                   |                   |  |  |                    |                    |                    |  |
|  |                     |                       | N2                  | Chicago Blackhawks  | 0  |                     |                 |                 |  |  |                   |                   |                   |  |  |                    |                    |                    |  |
|  | N1                  | Detroit Red Wings     | N2                  | Chicago Blackhawks  | 0  | 4                   |                 |                 |  |  |                   |                   |                   |  |  |                    |                    |                    |  |
|  | N1                  | Detroit Red Wings     |                     |                     |    |                     |                 |                 |  |  |                   |                   |                   |  |  |                    |                    |                    |  |
|  | N4                  | Minnesota North Stars | 3                   |                     |    |                     |                 |                 |  |  |                   |                   |                   |  |  |                    |                    |                    |  |
|  | N4                  | Minnesota North Stars | 3                   |                     | N1 | Detroit Red Wings   | 0               |                 |  |  |                   |                   |                   |  |  |                    |                    |                    |  |
|  |                     |                       |                     |                     | N1 | Detroit Red Wings   | 0               |                 |  |  |                   |                   |                   |  |  |                    |                    |                    |  |
|  |                     |                       | N2                  | Chicago Blackhawks  | 4  |                     |                 |                 |  |  |                   |                   |                   |  |  |                    |                    |                    |  |
|  | N2                  | Chicago Blackhawks    | N2                  | Chicago Blackhawks  | 4  | 4                   |                 |                 |  |  |                   |                   |                   |  |  |                    |                    |                    |  |
|  | N2                  | Chicago Blackhawks    |                     |                     |    |                     |                 |                 |  |  |                   |                   |                   |  |  |                    |                    |                    |  |
|  | N3                  | St. Louis Blues       | 3                   |                     |    |                     |                 |                 |  |  |                   |                   |                   |  |  |                    |                    |                    |  |
|  | N3                  | St. Louis Blues       | 3                   |                     | N2 | Chicago Blackhawks  | 4               |                 |  |  |                   |                   |                   |  |  |                    |                    |                    |  |
|  |                     |                       |                     |                     |    |                     |                 |                 |  |  |                   |                   |                   |  |  |                    |                    |                    |  |
|  |                     |                       | S3                  | Edmonton Oilers     | 0  |                     |                 |                 |  |  |                   |                   |                   |  |  |                    |                    |                    |  |
|  | S1                  | Vancouver Canucks     | S3                  | Edmonton Oilers     | 0  | 4                   |                 |                 |  |  |                   |                   |                   |  |  |                    |                    |                    |  |
|  | S1                  | Vancouver Canucks     |                     |                     |    |                     |                 |                 |  |  |                   |                   |                   |  |  |                    |                    |                    |  |
|  | S4                  | Winnipeg Jets         | 3                   |                     |    |                     |                 |                 |  |  |                   |                   |                   |  |  |                    |                    |                    |  |
|  | S4                  | Winnipeg Jets         | 3                   |                     | S1 | Vancouver Canucks   | 3               |                 |  |  |                   |                   |                   |  |  |                    |                    |                    |  |
|  |                     |                       |                     |                     | S1 | Vancouver Canucks   | 3               |                 |  |  |                   |                   |                   |  |  |                    |                    |                    |  |
|  |                     |                       | S3                  | Edmonton Oilers     | 4  |                     |                 |                 |  |  |                   |                   |                   |  |  |                    |                    |                    |  |
|  | S2                  | Los Angeles Kings     | S3                  | Edmonton Oilers     | 4  | 2                   |                 |                 |  |  |                   |                   |                   |  |  |                    |                    |                    |  |
|  | S2                  | Los Angeles Kings     |                     |                     |    |                     |                 |                 |  |  |                   |                   |                   |  |  |                    |                    |                    |  |
|  | S3                  | Edmonton Oilers       | 4                   |                     |    |                     |                 |                 |  |  |                   |                   |                   |  |  |                    |                    |                    |  |

### Stanley Cup
La finale della Stanley Cup 1992 è stata una serie al meglio delle sette gare che ha determinato il campione della National Hockey League per la stagione 1991-1992. I Pittsburgh Penguins hanno sconfitto i Chicago Blackhawks in sole quattro partite e si sono aggiudicati la Stanley Cup per la seconda volta consecutiva. I Blackhawks mancavano dalla finale dal 1973, quando furono sconfitti dai Montreal Canadiens.

## Premi NHL

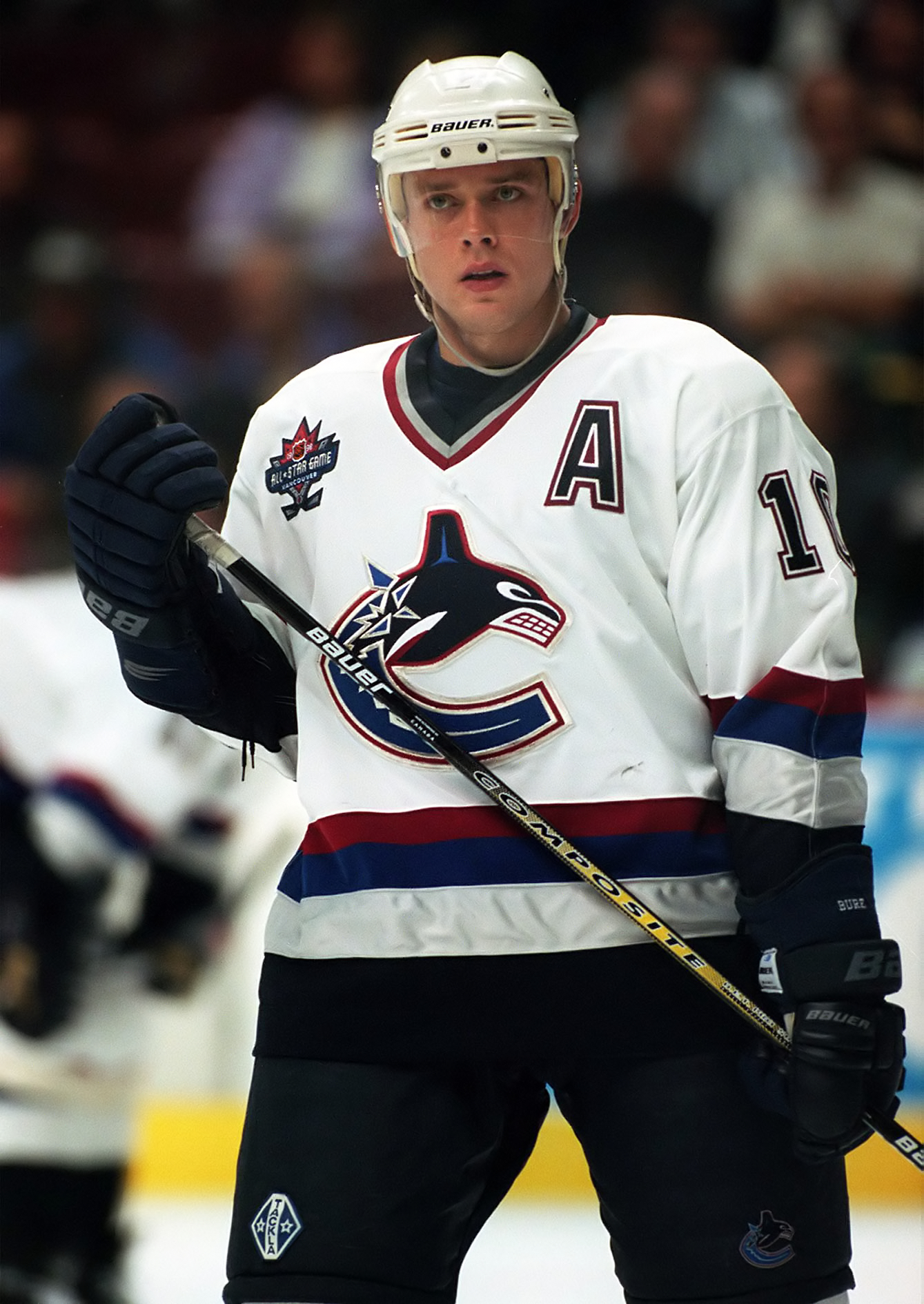
Il giocatore dei Vancouver Canucks Pavel Bure, vincitore del Calder Memorial Trophy.

### Riconoscimenti
- Stanley Cup: Pittsburgh Penguins
- Presidents' Trophy: New York Rangers
- Prince of Wales Trophy: Pittsburgh Penguins
- Clarence S. Campbell Bowl: Chicago Blackhawks
- Art Ross Trophy: Mario Lemieux (Pittsburgh Penguins)
- Bill Masterton Memorial Trophy: Mark Fitzpatrick (New York Islanders)
- Calder Memorial Trophy: Pavel Bure (Vancouver Canucks)
- Conn Smythe Trophy: Mario Lemieux (Pittsburgh Penguins)
- Frank J. Selke Trophy: Guy Carbonneau (Montreal Canadiens)
- Hart Memorial Trophy: Mark Messier (New York Rangers)
- Jack Adams Award: Pat Quinn (Vancouver Canucks)
- James Norris Memorial Trophy: Brian Leetch (New York Rangers)
- King Clancy Memorial Trophy: Ray Bourque (Boston Bruins)
- Lady Byng Memorial Trophy: Wayne Gretzky (Los Angeles Kings)
- Lester B. Pearson Award: Mark Messier (New York Rangers)
- Lester Patrick Trophy: Al Arbour, Art Berglund, Lou Lamoriello
- NHL Plus/Minus Award: Paul Ysebaert (Detroit Red Wings)
- Vezina Trophy: Patrick Roy (Montreal Canadiens)
- William M. Jennings Trophy: Patrick Roy (Montreal Canadiens)

### NHL All-Star Team
First All-Star Team
- Attaccanti: Kevin Stevens • Mark Messier • Brett Hull
- Difensori: Brian Leetch • Ray Bourque
- Portiere: Patrick Roy

Second All-Star Team
- Attaccanti: Luc Robitaille • Mario Lemieux • Mark Recchi
- Difensori: Phil Housley • Scott Stevens
- Portiere: Kirk McLean

NHL All-Rookie Team
- Attaccanti: Gilbert Dionne • Kevin Todd • Tony Amonte
- Difensori: Nicklas Lidström • Vladimir Konstantinov
- Portiere: Dominik Hašek